# Sir Thomas Lipton Trophy

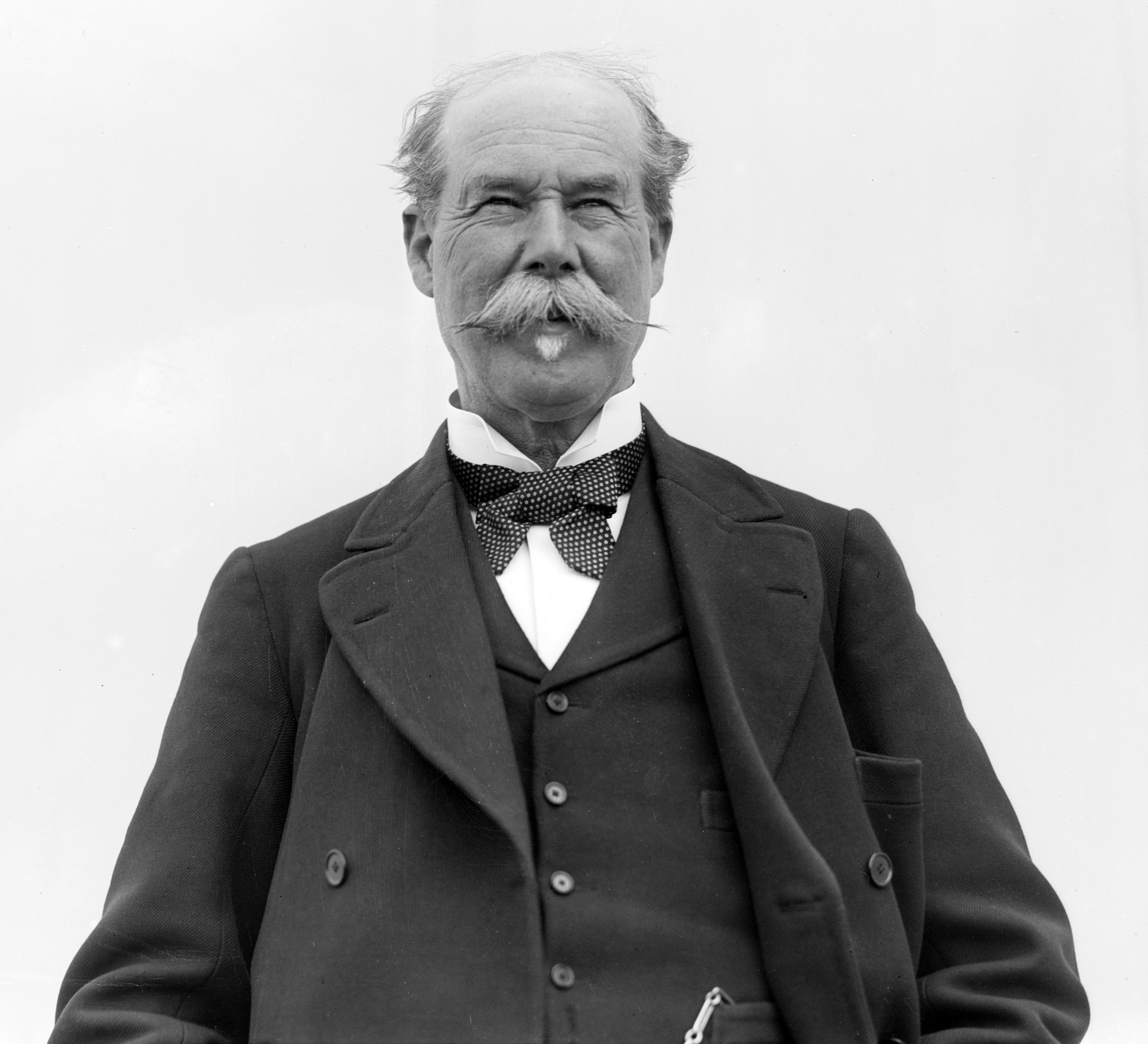
Thomas Lipton

Sir Thomas Lipton Trophy byl mezinárodní fotbalový turnaj, který uspořádal obchodník s čajem Thomas Lipton. První ročník se konal v dubnu 1909 v Turíně. Účastnil se ho výběr hostitelského města (složený z hráčů Torino FC a Juventus FC), německý klub Sportfreunde Stuttgart a švýcarský FC Winterthur. Lipton nabídl účast také anglické The Football Association, ale profesionální kluby odmítly a nakonec Anglii v soutěži reprezentoval amatérský tým horníků z vesnice West Auckland v hrabství Durham, působící v Northern Football League. Hráči z West Aucklandu také turnaj vyhráli, proto se označují za „první fotbalové mistry světa“; to je ovšem dost přehnané, protože se účastnili zástupci pouhých čtyř evropských zemí, navíc kluby a nikoli národní reprezentace (pro srovnání: na olympijský turnaj 1908 se přihlásilo sedm zemí, i když Češi a Maďaři nakonec nenastoupili).
V dubnu 1911 proběhl rovněž v Turíně druhý ročník turnaje, v němž West Auckland své prvenství obhájil a obdržel natrvalo trofej pro vítěze. Ta byla v roce 1994 z klubovny ukradena, nyní mají ve West Aucklandu její kopii.
V roce 1982 natočil Tom Clegg o fotbalistech z West Aucklandu televizní film The World Cup: A Captain's Tale, v němž hráli Nigel Hawthorne nebo Ken Hutchinson.  

## Výsledky

### 1909
Semifinále
- West Auckland FC — Stuttgarter Sportfreunde 1906 2:0
- FC Winterthur — Torino XI 2:1

O třetí místo
- Torino XI — Stuttgart 2:1

Finále
- West Auckland — Winterthur 2:0

### 1911
Semifinále
- West Auckland — FC Curych 2:0
- Juventus FC — Torino FC výhra, přesné skóre není známo

O třetí místo
- Torino FC — Curych 2:1

Finále
- West Auckland — Juventus 6:1